# Подолёх
Подолёх (укр. Подольох) — посёлок,
Васищевский поселковый совет,
Харьковский район, Харьковская область, Украина.
Код КОАТУУ — 6325156401. Население по данным 2024 года составляет 281 человек.

## Географическое положение
Посёлок Подолех находится между реками Уды (3 км) и Рудка (1 км).
К селу примыкает село Лизогубовка, на расстоянии в 1 км — пгт Васищево.
К селу примыкает лесной массив (сосна).

## История
- 1647 год — дата основания посёлка Васищево.[5] Подолёха точная дата основания неизвестна.
- На карте РККА 1940 года село названо "Подольхом"[1] (в именительном падеже).
- В  1940 году, перед ВОВ, в селе было 40 дворов.[2]